# Taktischer Urbanismus

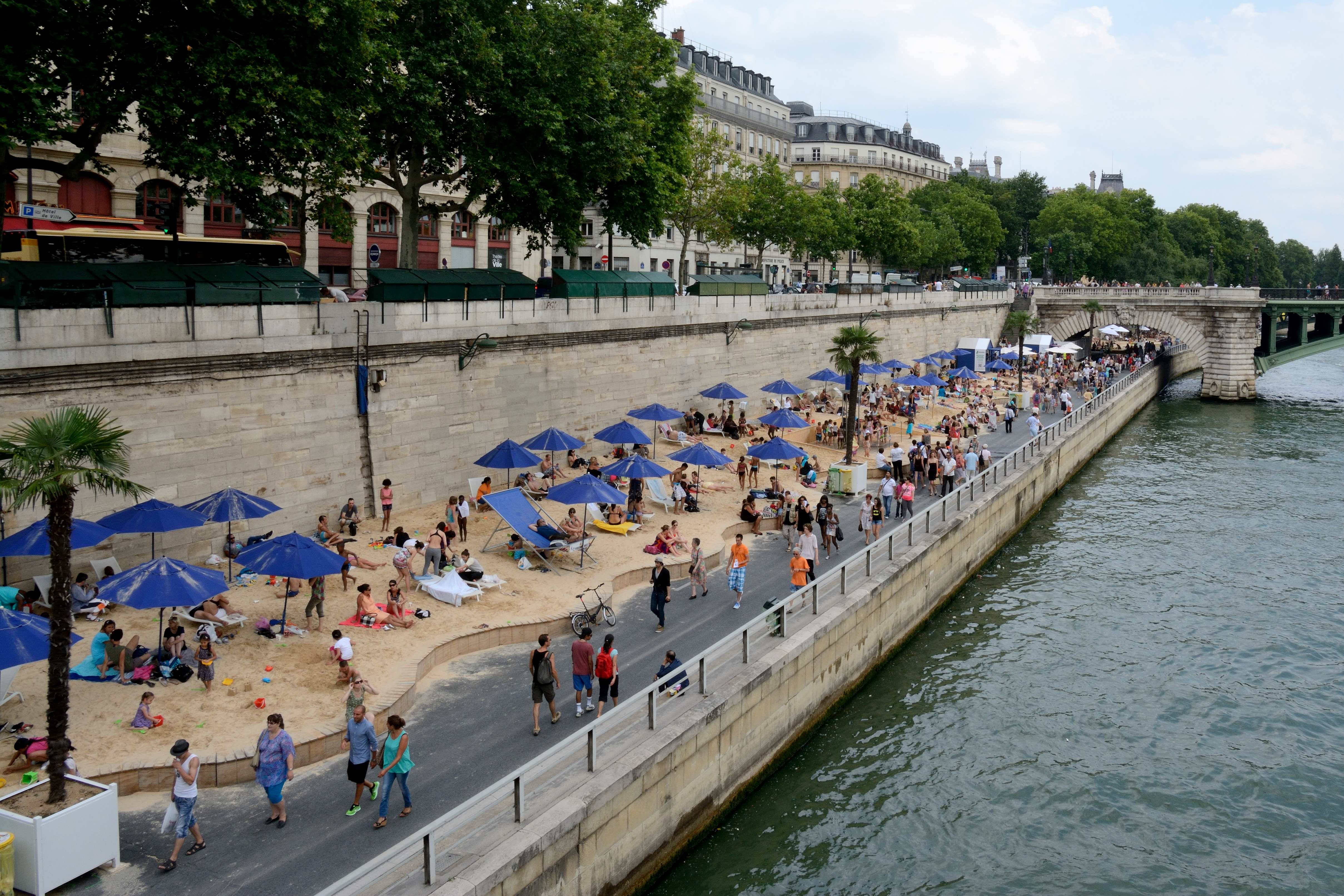
Paris-Plages 2013

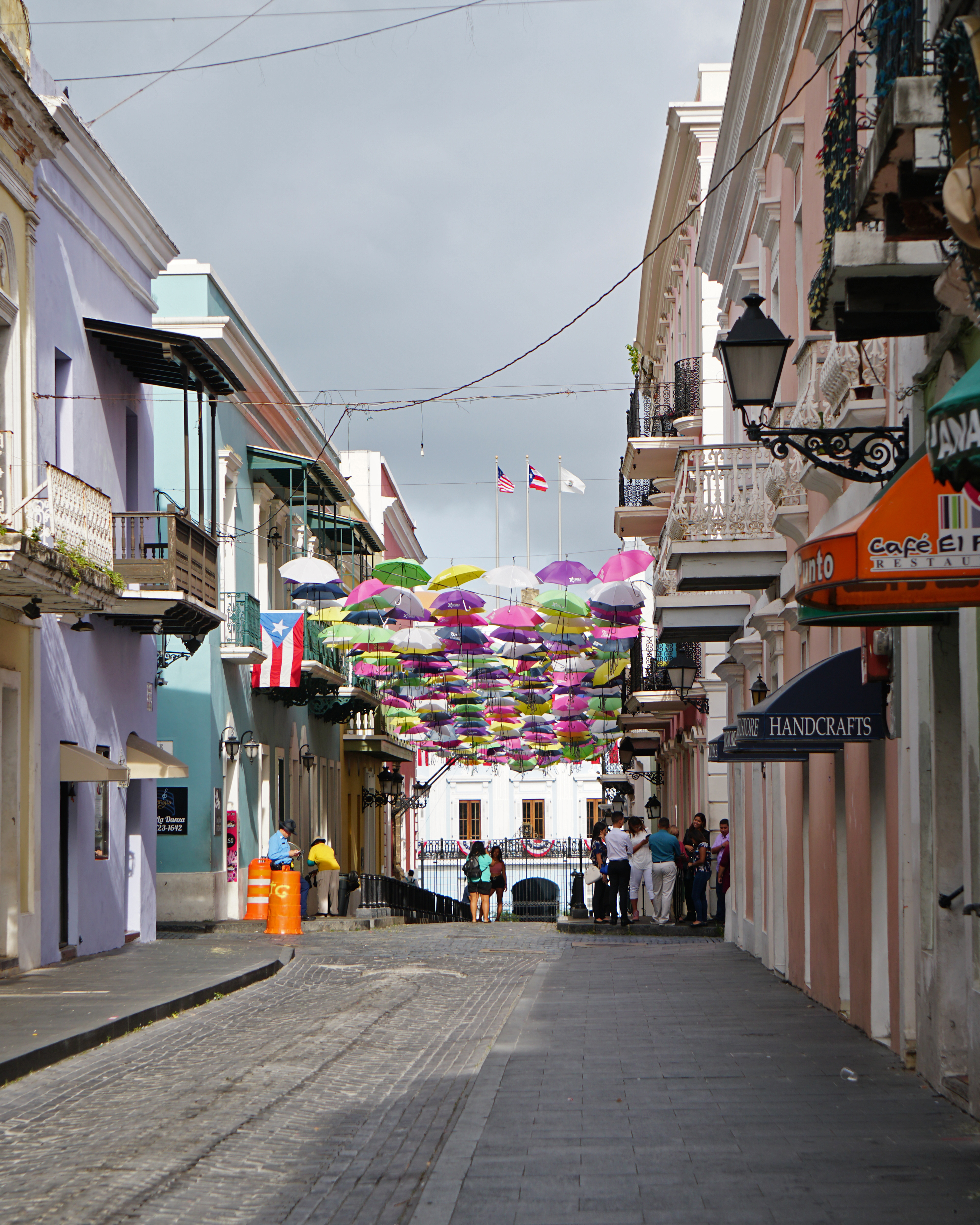
Temporäre Straßendekoration als Sonnenschutz, Old San Juan, Puerto Rico

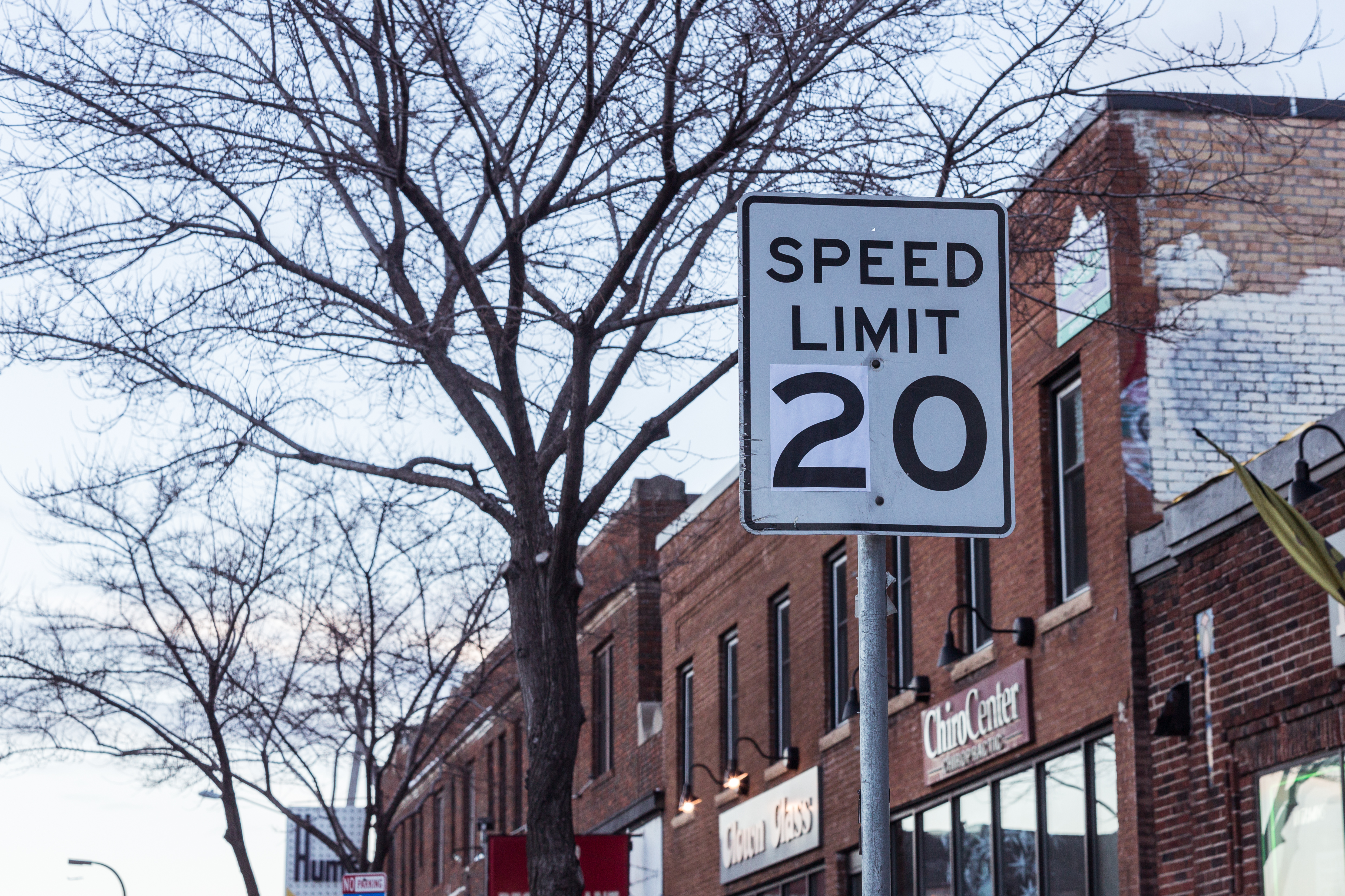
Die Senkung der Geschwindigkeitsbegrenzungen durch das Überkleben von Schildern ist eine Form des taktischen Urbanismus

Taktischer Urbanismus (engl. 'Tactical urbanism'), auch Guerilla-Urbanismus, Pop-up-Urbanismus, D.I.Y. Urbanismus und Urban Prototyping genannt, ist eine vorübergehende Veränderung der gebauten Umwelt, normalerweise in Städten, mit dem Ziel, lokale Nachbarschaften, Verkehrssituationen und städtische Räume zu verbessern.
Taktischer Urbanismus wird oft von Bürgern organisiert, kann aber auch von staatlichen Stellen initiiert werden. Von Bürgern durchgeführte temporäre Installationen zielen häufig darauf ab, Regierungsbehörden unter Druck zu setzen, eine dauerhaftere oder teurere Version der Verbesserung zu installieren.
Während der CoVID19 Pandemie wurde taktischer urbanismus erstmals global im großen Maßstab von Stadtverwaltungen angewendet, um mit schnellen Planungslösungen auf die plötzlichen Herausforderungen komplett neuer Nutzungsmuster in den Städten zu reagieren. Städte wenden Interventionen des taktischen Urbanismus aber auch an, um gemeinsam mit Bürgern langfristige und breit akzeptierte Lösungen für ihre urbanen Räume zu entwickeln. Insbesondere bieten temporäre Interventionen die Chance, Aufmerksamkeit zu erzeugen und einen Dialog mit der Bürgerschaft über die weitere Planung zu starten.

## Terminologie
Der Begriff wurde um 2010 herum populär, um eine Reihe bestehender Techniken zusammenzufassen. Die Street Plans Collaborative definiert „taktischen Urbanismus“ als einen Ansatz zur städtischen Veränderung, der die folgenden fünf Merkmale aufweist:
- ein bewusster, schrittweiser Ansatz zur Einleitung von Veränderungen
- das Angebot lokaler Lösungen für lokale Planungen
- kurzfristiges Engagement als erster Schritt zu längerfristiger Veränderung
- geringeres Risiko, mit potenziell hohen Erträgen
- Entwicklung von Sozialkapital zwischen Bürgern und der Aufbau organisatorischer Kapazitäten zwischen öffentlichen und privaten Institutionen, gemeinnützigen Organisationen

Während in der englischen Übersetzung von „The Practice of Everyday Life“ des französischen Autors Michel de Certeau aus dem Jahr 1984 der Begriff „taktischer Urbanismus“ verwendet wurde, bezog sich dies auf Ereignisse in Paris im Jahr 1968; Der von Certeau beschriebene „taktische Urbanismus“ stand im Gegensatz zum „strategischen Urbanismus“, den moderne Konzepte des taktischen Urbanismus tendenziell nicht unterscheiden. Die moderne Bedeutung des Begriffs wird dem New Yorker Stadtplaner Mike Lydon zugeschrieben.
Das Projekt für öffentliche Räume verwendet den vom Stadtplaner Eric Reynolds geprägten Ausdruck „Leichter, schneller, billiger“, um denselben grundlegenden Ansatz zu beschreiben, der im taktischen Urbanismus zum Ausdruck kommt.

## Herkunft
Die taktische urbanistische Bewegung lässt sich von städtischen Experimenten wie Ciclovía, Paris-Plages und der Einführung von Plätzen und Fußgängerzonen in New York City während der Amtszeit von Janette Sadik-Khan als Kommissarin der New Yorker Verkehrsbehörde inspirieren.
Der taktische Urbanismus stammt aus der Umgebung des New Urbanism und hat seinen Ursprung in einem Treffen der Gruppe „Next Generation of New Urbanist“ (CNU NextGen) im November 2010 in New Orleans. Ein zentrales Motiv der Bewegung besteht darin, den Einzelnen wieder in die Pflicht zu nehmen, persönliche Verantwortung für die Schaffung nachhaltiger Gebäude, Straßen, Viertel und Städte zu übernehmen. Im Anschluss an das Treffen wurde das Open-Source-Projekt Tactical Urbanism: Short TermAction | Long Term Change wurde von einer Gruppe von NextGen entwickelt, um taktischen Urbanismus genauer zu definieren und verschiedene Interventionen zur Verbesserung des Stadtdesigns und zur Förderung positiver Veränderungen in Stadtteilen und Gemeinden aufzuzeigen.

## Beispiele für Interventionen

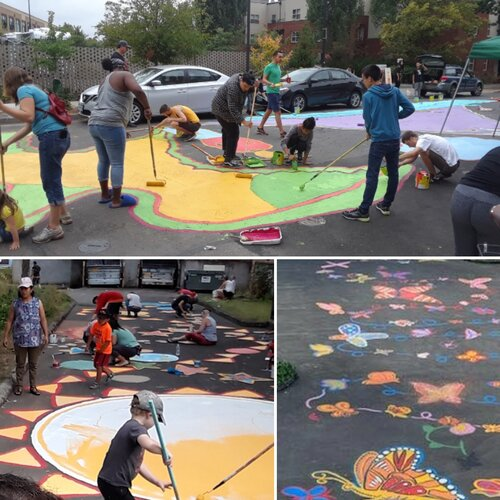
Straßenmalerei von Ζωγραφιά City RePAIR Project

Taktische Urbanismusprojekte unterscheiden sich erheblich in Umfang, Größe, Budget, Rechtmäßigkeit und Unterstützung. Projekte beginnen oft als Basisinterventionen und breiten sich auf andere Städte aus. In einigen Fällen werden sie später von den Kommunalverwaltungen als bewährte Verfahren übernommen. Nachfolgend sind einige häufige Eingriffe aufgeführt:

### Bessere Blockinitiativen
Vorübergehende Umgestaltung von Einzelhandelsstraßen mit billigen oder gespendeten Materialien und der Hilfe von Freiwilligen. Räume werden durch die Einführung von Imbisswagen, Gehwegtischen, temporären Radwegen und der Verengung von Straßen verändert.

### Zebrastreifenmalerei
Guerilla-Zebrastreifen sind Zebrastreifen, die von Bürgern auf eigene Initiative auf Straßen und an Kreuzungen gemalt werden, an denen die Stadtverwaltung es versäumt hat, einen markierten Fußgängerüberweg bereitzustellen.

### Entsiegelung

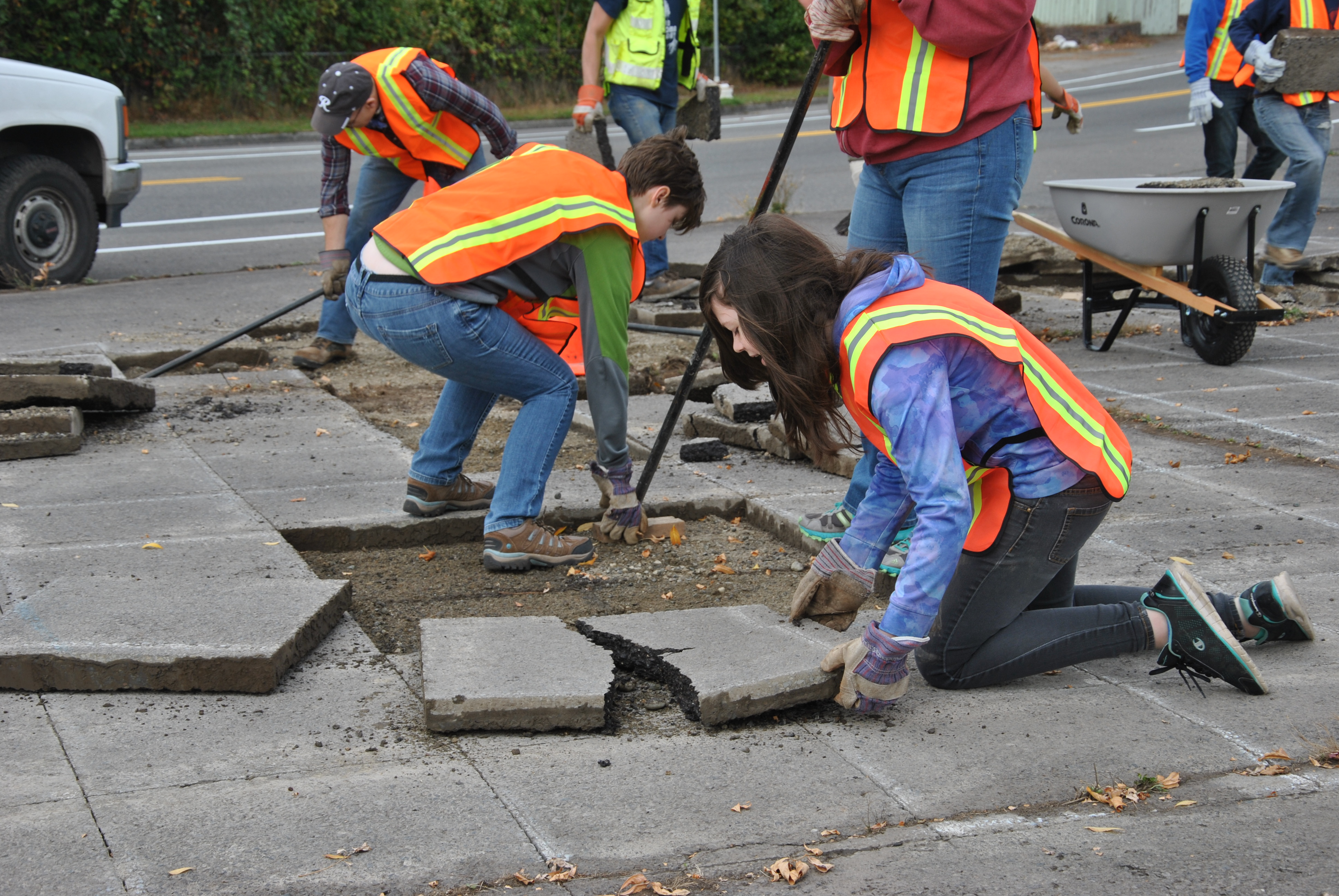
Entsiegelungsaktion

Das Entfernen unnötiger oder als unnötig empfundener Beläge um Gehwege, Einfahrten oder Parkplätze in Grünflächen umzuwandeln, damit Regenwasser absorbiert und Nachbarschaften begrünt werden können. Eine ungenehmigte Entsiegelung kann als Sachbeschädigung oder gefährlicher Eingriff in den Straßenverkehr auch zu rechtlichen Konsequenzen führen.

### Imbisscontainer und Food Trucks
Imbisswagen oder leicht bewegliche Container als Pop-Up Gastronomie werden eingesetzt, um Menschen in wenig genutzte öffentliche Räume zu locken und Kleinunternehmern die Möglichkeit zu bieten, sich ohne große Investition, selbstständig zu machen.

### Guerilla-Gardening

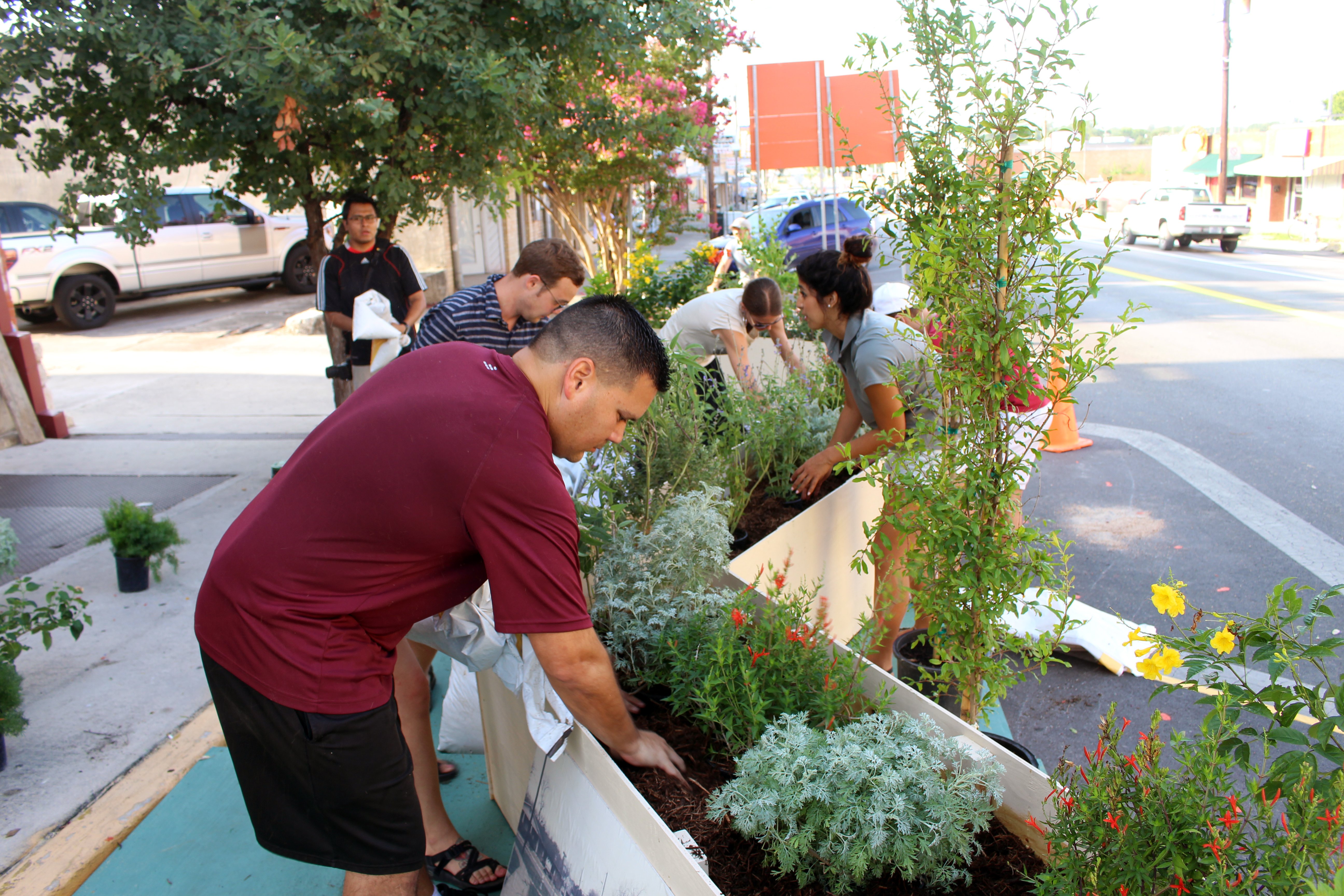
Guerilla Gardening als taktischer Urbanismus in San Marcos, Texas

Bepflanzung und Bewirtschaftung von öffentlichen oder privaten Flächen, zu deren Nutzung die Gärtner nicht berechtigt sind, beispielsweise verlassene Grundstücke, nicht gepflegte Flächen, Privatgrundstücke oder Straßenbegleitflächen. Neben dauerhaften Gartenprojekten im öffentlichen Raum wird auch die Begrünung kahler Flächen mit pflegearmen heimischen Wildpflanzen, z. B. mittels sogenannter Samenbomben praktiziert, um das Blütenangebot für Insekten in der Stadt zu erhöhen und den städtischen Raum zu verschönern.

### Guerilla-Grafting

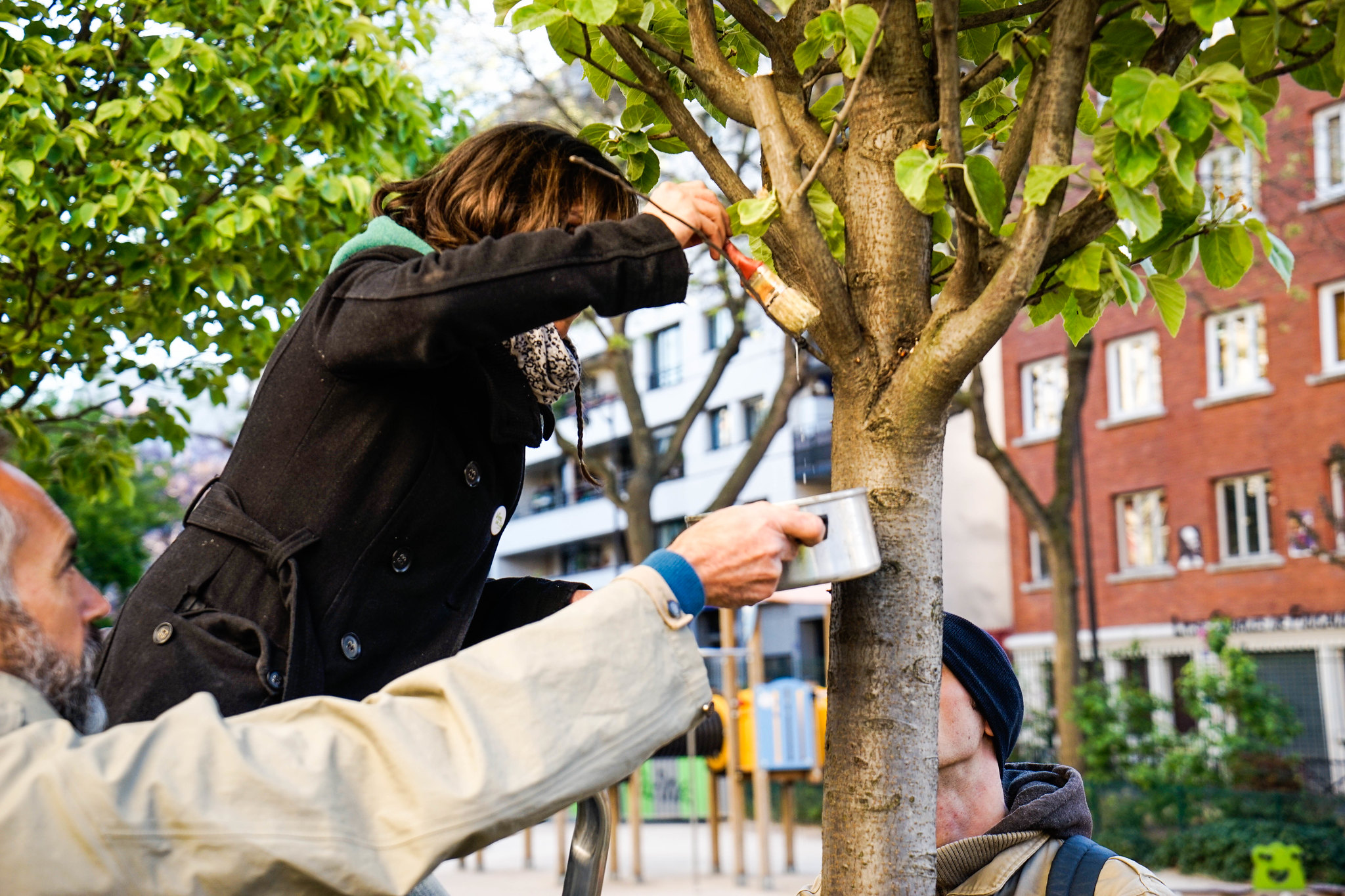
Guerilla Grafting

Meist ungenehmigte Veredelung steriler Zierobstbäume im öffentlichen Raum durch das Pfropfen von Edelreisern fruchttragender Sorten. Ein reiner Zierbaum erhält damit einzelne fruchttragende Äste. Selbst mehrere unterschiedliche Obstsorten und sogar -arten sind dabei an einem einzelnen Baum möglich. So werden Städte „essbarer“, deren Verwaltung sich ursprünglich Fallobst ersparen wollte.

### Offene Straßen

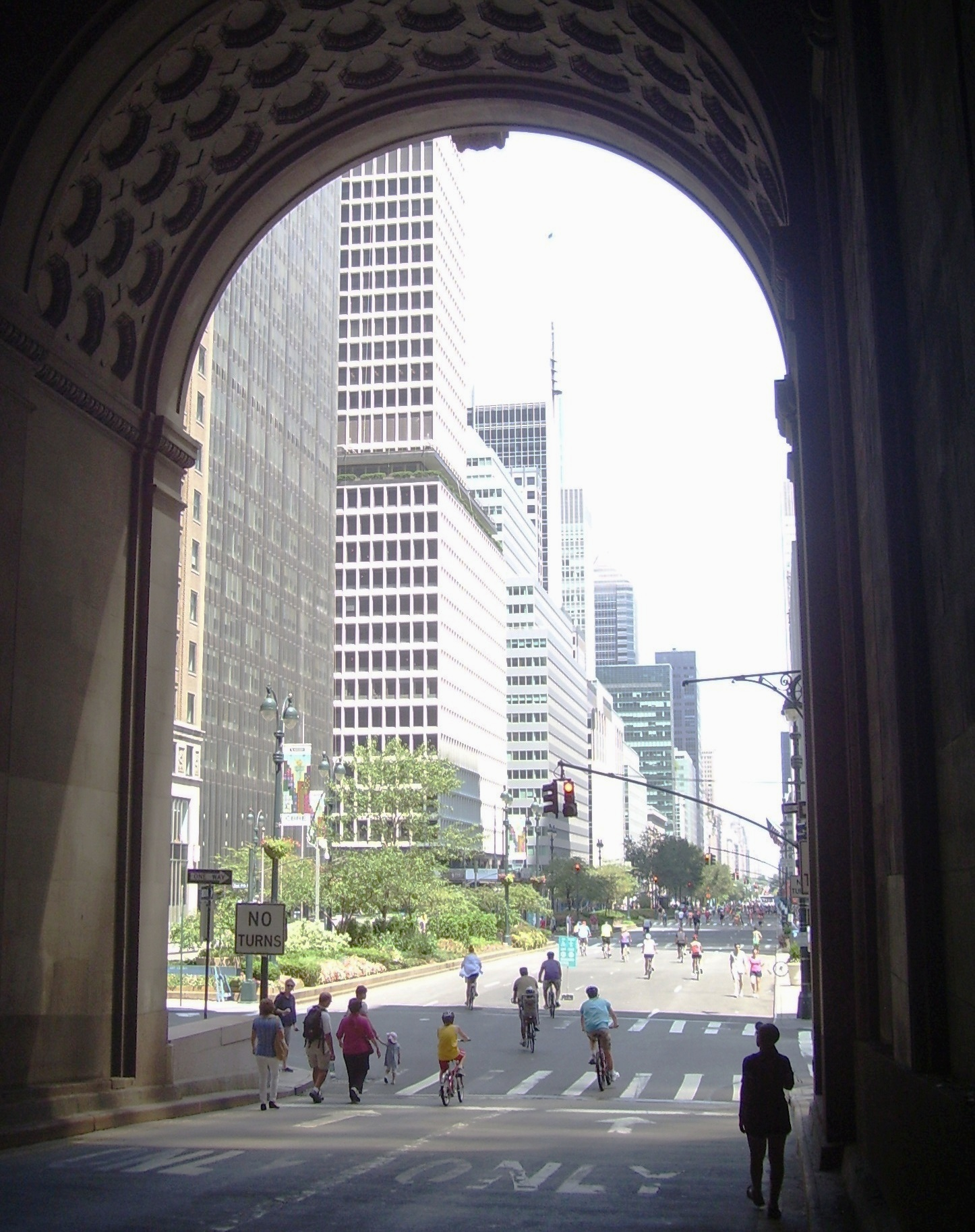
Sommerstraßen in New York City, Park Avenue Viaduct

Temporäre oder Vorab-Maßnahmen zur Umwandlung von Kraftfahrzeugen befahrener Straßen zu sicheren Stadträumen zum Spazierengehen, Radfahren, Skaten und weitere soziale Aktivitäten. Diese, oft auch als „open streets“ bezeichneten Maßnahmen dienen der gezielten Verkehrsberuhigung und -verlagerung, der Förderung der lokalen Wirtschaftsentwicklung und sollen das Bewusstsein für die Auswirkungen von Autos im städtischen Raum schärfen. „Open Streets“ ist ein anglisierter Begriff für das südamerikanische „Ciclovia“, das seinen Ursprung in Bogotá hat.

### PARK(ing)-Tag
Ein seit 2005 international jährlich begangener Aktionstag, in der Regel am dritten Freitag des Septembers. Dabei werden Parkplätze im öffentlichen Straßenraum modellhaft kurzfristig  in parkähnliche Räume umgewidmet, etwa als grüne Oase, Sitzfläche oder Fahrradabstellfläche.

### Gehweg zu Plätzen
Bei den in New York City populär gewordenen Straßenplätzen geht es um die Umwandlung von Straßenflächen in nutzbaren öffentlichen Raum. Die Sperrung des Times Square für den Autoverkehr und seine kostengünstige Umwandlung in einen Fußgängerplatz sind ein Paradebeispiel für einen Bürgersteig.

### Pop-up-Cafés
Temporäre Innenhöfe oder Terrassen, die auf Parkplätzen errichtet werden, um einem nahegelegenen Café oder Passanten Sitzgelegenheiten zu bieten. Am häufigsten in Städten, in denen die Gehwege schmal sind und sonst kein Platz für Sitz- oder Essbereiche im Freien vorhanden ist.

### Parklets
Ein kleiner, auf ehemaligen Parkplatzflächen eingerichteter Park oder Sitzbereich bietet temporär oder langfristig Raum für Menschen, Sitzmöglichkeiten, Spielgeräte oder Begrünung. Parklets werden oft vor vorhandenen Gastronomiebetrieben errichtet, um diesen Fläche zur Außenbewirtung anzubieten.

### Pop-up-Parks und Chair bombing
Vorübergehende oder dauerhafte Umwandlung ungenutzter städtischer Räume in Gemeinschaftstreffpunkte durch Bepflanzung oder Möblierung.
Als Chair Bombing wird dabei das temporäre Nutzbarmachen eines urbanen Platzes oder einer Grünfläche durch das massenhafte Platzieren von Stühlen bezeichnet.

### Pop-up-Verkauf
Temporäre Einzelhandelsgeschäfte, die in leerstehenden Geschäften oder Immobilien eingerichtet werden.

### Sichere Radwege

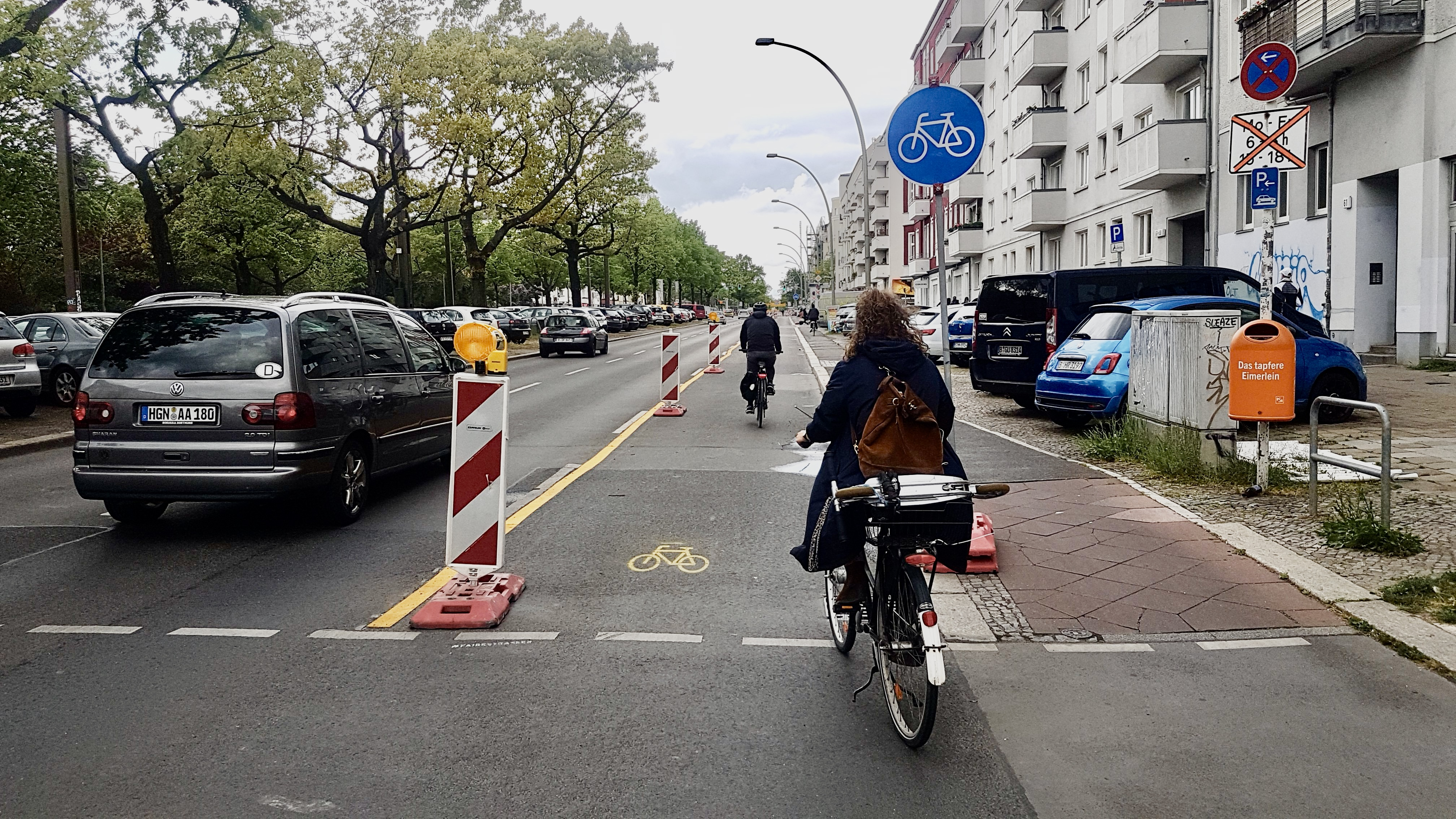
Pop-up-Radweg, Berlin April 2020

Pop-up-Fahrradwege werden in der Regel durch das Platzieren von Topfpflanzen oder anderen physischen Barrieren realisiert, damit sich bemalte Radwege sicherer anfühlen. Manchmal gibt es keinen bereits vorhandenen Radweg und der physische Schutz ist die einzige Abgrenzung.

### Sabotage Defensiver Architektur
Das Blockieren, Verunstalten oder Entfernen von sogenannter „Defensiver Architektur“, in der Regel „Obdachlosen-Spikes“ oder Armlehnen an Bänken, um deren beabsichtigte Wirkung zu untergraben. Diese Form des taktischen Urbanismus, mit der oft gegen eine Anti-Obdachlosen-Politik protestiert wird, wird häufig als Vandalismus angesehen.